# Mark Pellington
Mark Pellington (17 de març de 1962, Baltimore, Maryland, Estats Units) és un director, productor i actor estatunidenc.
Va dirigir The Mothman Prophecies, un film de 2002 protagonitzat per Richard Gere. També va dirigir Arlington Road, el 1999, on apareixien Tim Robbins i Jeff Bridges.
Pellington també ha treballat amb alguns artistes musicals com Pearl Jam, Nine Inch Nails, Foo Fighters, U2 i Bon Jovi.
Va dirigir la minisèrie The United States of Poetry de 1995 per la PBS, amb la que va guanyar un Premi INPUT el 1996.

## Filmografia

### Director
- 1991: Words in Your Face (TV)
- 1992: U2: Achtung Baby (vídeo)
- 1992: Punch and Judy Get Divorced (TV)
- 1995: United States of Poetry (feuilleton TV)
- 1997: Going All the Way
- 1997: Destination Anywhere (vídeo)
- 1998: Pearl Jam: Single Video Theory (vídeo)
- 1999: Arlington Road
- 2002: The Mothman Prophecies
- 2003: Day by Day: A Director's Journey Part II (vídeo)
- 2003: Day by Day: A Director's Journey Part I (vídeo)
- 2007: U2 3D (vídeo) en 3D sobre la gira 2006-2007 d'U2 Vertigo Tour.
- 2008: El miracle de Henry Poole

### Productor
- 2000: No Maps for These Territories
- 2002: OT: Our Town
- 2003: Day by Day: A Director's Journey Part II (vídeo)
- 2003: Day by Day: A Director's Journey Part I (vídeo)
- 2004: Time Well Spent

### Actor
- 1996: Jerry Maguire: Bill Dooler
- 2000: Gairebé famosos: Freddy
- 2002: The Mothman Prophecies: Bartender, veu d'Indrid Cold

## Vídeos musicals
- Jeremy de Pearl Jam el 1992
- Rooster d'Alice in Chains el 1993
- Beautiful Girl d'INXS el 1993
- Ladykillers de Lush el 1996
- We're in This Together de Nine Inch Nails el 1999
- Gravedigger de Dave Matthews el 2003
- Best Of You de Foo Fighters el 2005